# ダンヒル (たばこ)
煙草ダンヒルは、ブリティッシュ・アメリカン・タバコが発売していたタバコ製品である。

## 概要
1880年に馬具専門製造卸売業としてロンドンで創業したブランドである「ダンヒル」のたばこ製品として販売されていた。
日本ではブリティッシュ・アメリカン・タバコ社から紙巻3銘柄他の製品を販売していた。
1999年6月以前は日本での輸入販売はRothmansJapanが行っていたが6月以降現在のBATJapanが輸入・販売を行っていた。
パイプ煙草と葉巻は、2006年にBATJが撤退したため、一時期インターコンチネンタル商事が輸入・販売を行っていた。
日本国内で販売されている紙巻煙草は、2011年8月下旬頃にアメリカからアジアに製造移管され、キングサイズ2種は韓国製になり、パッケージもリニューアルされた（その際に、箱の内部を密閉できる「リロック」が導入された）。ライト100'sはマレーシア製になり、形状がラウンド形状から一般的な角型になった。その後2012年1月中旬に、ライト100'sは「ダンヒル・ライト・ファインカット」に喫味を含めてリニューアルされ、スイス製になり、長さも94mmになり、箱の内部を密閉できる「リロック」が導入された。
現在はダンヒル自体が2021年をもってたばこ事業から撤退した。
伝統の「パイプ」に関しても「The White Spot」と言う別会社として分離した。

## 製品一覧（日本国内販売製品）

### 現行販売製品
ダンヒルのたばこ製品は全て終売となった。
パイプたばこ製品に関しては「ピーターソン」に一部がブランド移行した。

### 販売終了製品（紙巻たばこ）
※1999年以降製造販売の製品はブリティッシュ・アメリカン・タバコ製造

### 販売終了製品（葉巻たばこ）
- ダンヒル・サインドレンジ・プチコロナ（長さ101.6mm/太さ16.6mm/1100円/ニカラグア産）
- ダンヒル・サインドレンジ・ロブスト（長さ114.3mm/太さ20.63mm/1700円/ニカラグア産）
- ダンヒル・サインドレンジ・コロナ（長さ139.67mm/太さ16.67mm/1500円/ニカラグア産）
- ダンヒル・サインドレンジ・トルピード（長さ139.7mm/太さ20.63mm/2000円/ニカラグア産）
- ダンヒル・サインドレンジ・トロ（長さ153.6mm/太さ20mm/2100円/ニカラグア産）
- ダンヒル・サインドレンジ・チャーチル（長さ177.8mm/太さ19.8mm/2500円/ニカラグア産）

### 販売終了製品（パイプたばこ）
- ダンヒル・マイミクスチャー965（50g/1600円）
- ダンヒル・アーリーモーニング（50g/1600円）
- ダンヒル・ウルトラ・マイルド（50g/1600円）
- ダンヒル・ロンドンミックスチャー（50g/1600円）
- ダンヒル・ロイヤル・ヨット（50g/1600円）
- ダンヒル・フレーク（50g/1600円）
- ダンヒル・スタンダード・ミックスチャー・ミディアム（50g/1600円/2007年に数量限定販売）
- ダンヒル・スタンダード・ミックスチャー・マイルド（50g/1600円/2007年に数量限定販売）
- ダンヒル・ダーバーミックスチャー（50g/1600円/2007年に数量限定販売）
- ダンヒル・スリーイヤー・マチュワード・バージニア（50g/1600円/2007年に数量限定販売）
- ダンヒル・アペリティフ（50g/1600円/2007年に数量限定販売）
- ダンヒル・エリザベシアン・ミックスチャー（50g/1600円/2007年に数量限定販売）